# Gudauta (distrikt)
Gudauta (georgiska: გუდაუთის მუნიციპალიტეტი, Gudautis munitsipaliteti) är ett distrikt i Georgien. Det ligger i den autonoma republiken Abchazien i den nordvästra delen av landet.